# Daniel Ginczek
Daniel Ginczek (* 13. April 1991 in Arnsberg) ist ein ehemaliger deutscher Fußballspieler. Zuletzt stand er beim MSV Duisburg unter Vertrag.

## Karriere

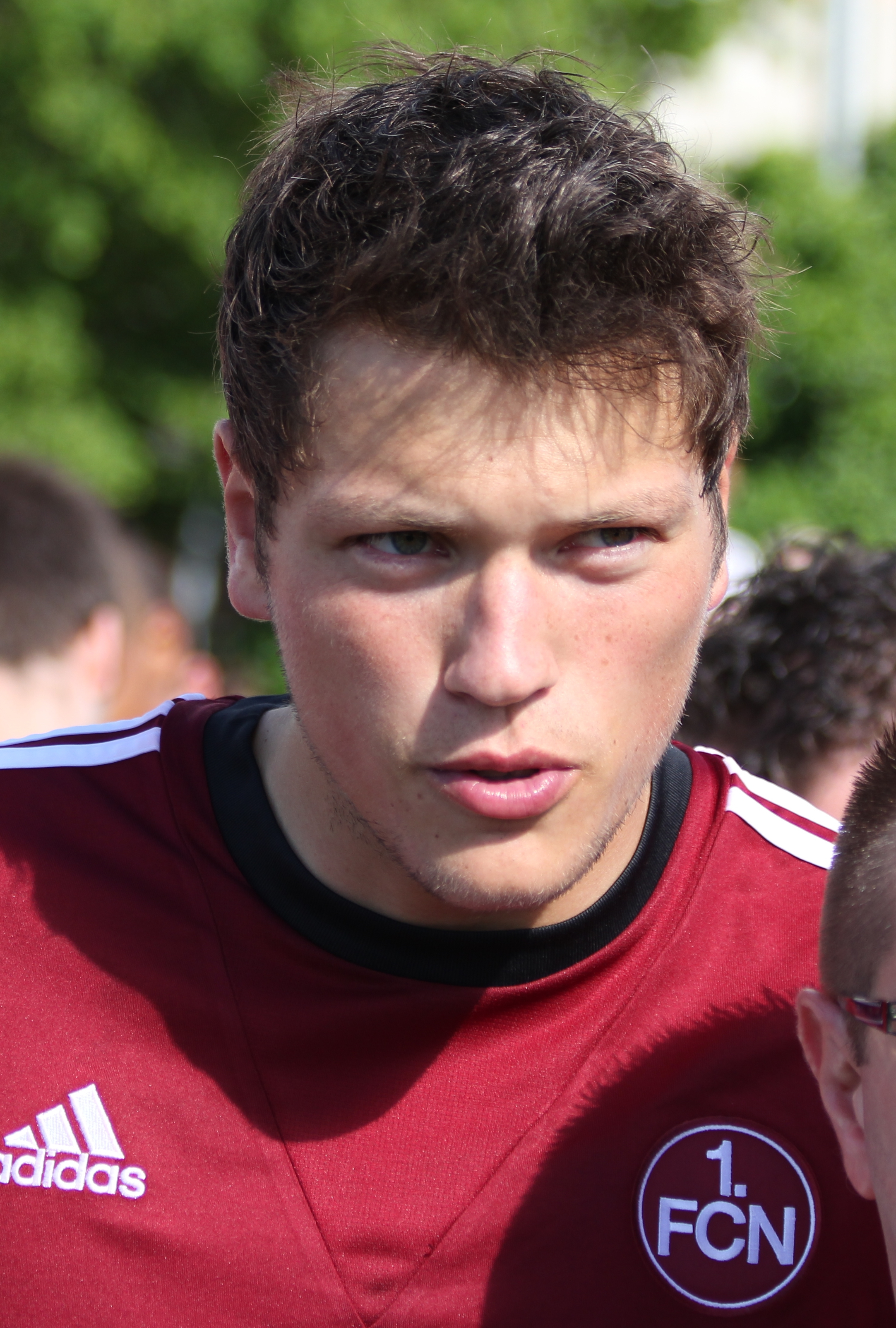
Daniel Ginczek im Trikot des 1. FC Nürnberg (2013)

### Vereine
Ginczek wechselte 2007 in die Jugendmannschaft von Borussia Dortmund und beendete dort die Saison 2007/08 mit 26 Toren aus 25 Spielen als bester Torschütze der B-Junioren-Bundesliga. In der folgenden Saison stieg er mit der zweiten Mannschaft von Borussia Dortmund in die 3. Liga auf. Sein Debüt im Profifußball gab er am 28. Juli 2009 beim 0:0 von Dortmund II gegen Eintracht Braunschweig.
In der Saison 2011/12 wurde Ginczek, der einen bis 2014 gültigen Vertrag bei Borussia Dortmund hatte, für ein Jahr an den VfL Bochum ausgeliehen. In der Saison 2012/13 spielte er wiederum auf Leihbasis beim FC St. Pauli, bei dem er 18 Tore in 31 Spielen erzielte.
Zur Saison 2013/14 wechselte Ginczek zum 1. FC Nürnberg. Er unterschrieb bei den Franken einen Vertrag bis zum 30. Juni 2016. Bei seinem Bundesliga-Debüt am 10. August 2013 gegen die TSG Hoffenheim traf er zum 2:2-Endstand und markierte damit seinen ersten Bundesligatreffer für den FCN. Am 8. Februar 2014 erlitt er im Heimspiel gegen den FC Bayern München ohne Fremdeinwirkung einen Kreuzbandriss im rechten Knie und fiel neun Monate aus.

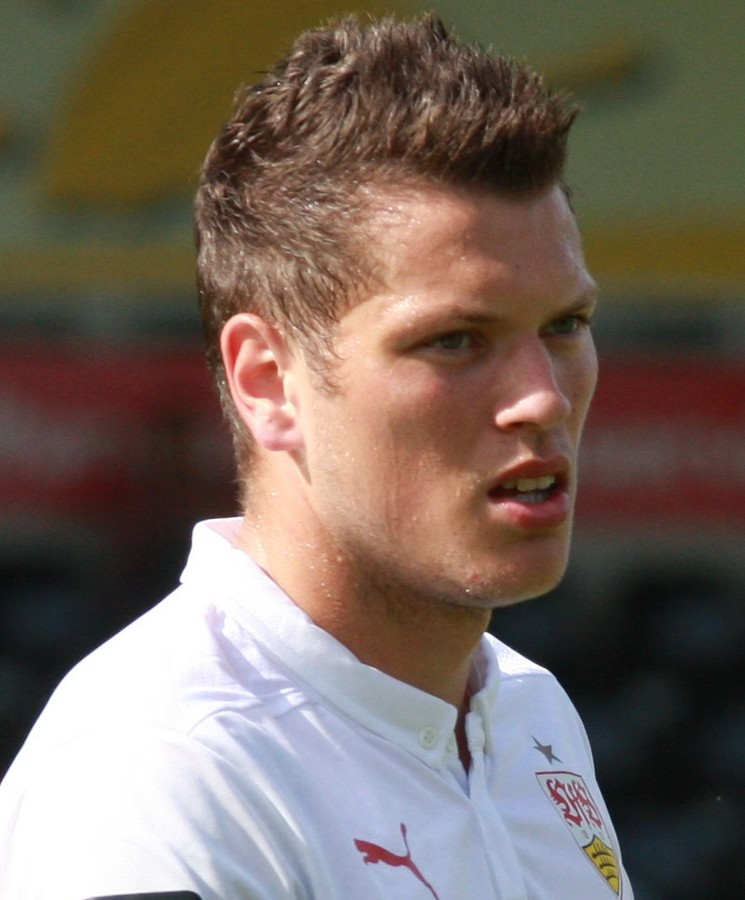
Daniel Ginczek (2014)

In der Sommerpause 2014 unterschrieb Ginczek beim VfB Stuttgart einen bis zum 30. Juni 2018 gültigen Vertrag, obwohl sein Vertrag beim 1. FC Nürnberg noch nicht abgelaufen war. Möglich gemacht hatte das eine Ausstiegsklausel, bei der er im Abstiegsfall für eine Ablösesumme von 2,5 Millionen Euro Nürnberg verlassen konnte. Am 21. März 2015 erzielte er gegen Eintracht Frankfurt innerhalb von rund zwei Minuten seine beiden ersten Bundesligatore für den VfB Stuttgart.
Durch eine Verletzung im Halswirbelbereich, die er sich Anfang September 2015 zuzog, fiel er zunächst bis zum Jahresende aus. Kurz nach seiner Rückkehr ins Training zog sich der Angreifer im Februar 2016 einen Kreuzbandriss im linken Knie zu. Ginczek verlängerte seinen Vertrag mit dem VfB Stuttgart im Mai 2016 bis Ende Juni 2020.
Zur Saison 2018/19 wechselte Ginczek zum VfL Wolfsburg. Er unterschrieb einen Vertrag mit einer Laufzeit bis zum 30. Juni 2022. Ab Sommer 2019 fiel er mehrere Monate durch eine Rückenverletzung aus. Sein Comeback gab er am 1. Dezember 2019 im Bundesligaspiel gegen Werder Bremen, das die Wolfsburger mit 2:3 verloren. In der Saison 2020/21 blieb er Reservespieler und kam auf lediglich 11 Einsätze.
Ende Januar 2022 wechselte Ginczek zu Fortuna Düsseldorf und unterschrieb einen Vertrag bis 2024. Mit dem zu diesem Zeitpunkt abstiegsbedrohten Verein schaffte er zum Saisonende noch den Klassenerhalt. In der Saison 2022/23 wurde Düsseldorf Tabellenvierter; Ginczek kam in dieser Saison auf 4 Tore in 23 Ligaspielen. Am 8. Januar 2024 wurde der Vertrag aufgelöst. Am selben Tag gab Drittligist MSV Duisburg die Verpflichtung Ginczeks bekannt. Nach der Spielzeit 2023/24 und dem Abstieg aus der 3. Liga mit dem MSV Duisburg beendete Ginczek seine Profikarriere.

### Nationalmannschaft
Obwohl es Bemühungen des polnischen Fußballverbandes gegeben hatte, Ginczek, dessen Großeltern aus Schlesien stammen, für die polnische Nationalmannschaft zu gewinnen, durchlief er alle Juniorenauswahlen des DFB. Für die U-21-Nationalmannschaft spielte Ginczek in sechs Spielen und erzielte dabei zwei Tore. Außerdem erzielte er für die U-18-Nationalmannschaft drei Tore und für die U-19-Nationalmannschaft ein Tor.

## Titel und Erfolge
- Deutscher Meister: 2011  mit Borussia Dortmund (ohne Einsatz)
- Aufstieg in die 3. Liga: 2009 mit Borussia Dortmund II
- Meister der 2. Bundesliga: 2017 mit VfB Stuttgart und Aufsteiger in die 1. Bundesliga